# 格奥尔格·布劳赫勒环路站
格奥尔格·布劳赫勒环路站（德語：U-Bahnhof Georg-Brauchle-Ring）是慕尼黑地铁1号线的一座车站，位于格奥尔格·布劳赫勒环路，为慕尼黑中环路的一段。该站于2003年10月18日开通。艺术家弗兰茨·阿克曼（Franz Ackermann）在该站制作了两面彩色的墙面，该作品命名为《伟大的旅行》。